# ألين جورج لودوك
ألين جورج لودوك (بالفرنسية: Alain Georges Leduc)‏ ولد بباريس عام 1951 وهو كاتب وناقد فن فرنسي. وهو أيضا مدرس.